# Pipiganj
Pipiganj es un pueblo y nagar Panchayat situado en el distrito de Gorakhpur en el estado de Uttar Pradesh (India). Su población es de 13517 habitantes (2011). 

## Demografía
Según el censo de 2011 la población de Pipiganj era de 13517 habitantes, de los cuales 7112 eran hombres y 6405 eran mujeres. Pipiganj tiene una tasa media de alfabetización del 77,70%, superior a la media estatal del 67,68%: la alfabetización masculina es del 84,04%, y la alfabetización femenina del 70,68%.